# Jack and the Beanstalk (computerspel)
Jack and the Beanstalk is een computerspel dat werd ontwikkeld en uitgegeven door Thor Computer Software. Het spel kwam in 1984 uit voor de Commodore 64 en de ZX Spectrum. Een jaar later volgde ook een release voor de Amstrad CPC. Het spel is singleplayer en Engelstalig. In het spel speelt de speler Jack en de bedoeling is om schatten te stelen. Het spel is ten einde als alle levens van de speler op zijn. Het perspectief van het computerspel is in de derde persoon.

## Levels
Het spel bestaat uit vier levels:
- Level 1: platformspel waarbij de speler spinnen, wormen en vogels tegen komt en met een wapen deze kan neerschieten.
- Level 2: Geldzakken verzamelen en het ontwijken van stenen muren en dezelfde tegenstanders.
- Level 3: Bij een openhaard in een gouden kooi klimmen
- Level 4: Via een reus op een tafel te klimmen om een grote geldzak te pakken.

## Platforms
| Jaar | Platform                  |
| ---- | ------------------------- |
| 1984 | Commodore 64, ZX Spectrum |
| 1985 | Amstrad CPC               |

## Ontvangst
| Beoordeeld door | Platform    | Datum         | Score |
| --------------- | ----------- | ------------- | ----- |
| TeleMatch       | ZX Spectrum | augustus 1984 | 80%   |
| Tilt            | Amstrad CPC | juli 1985     | 67%   |
| Tilt            | ZX Spectrum | juli 1985     | 67%   |